# Stormalmö

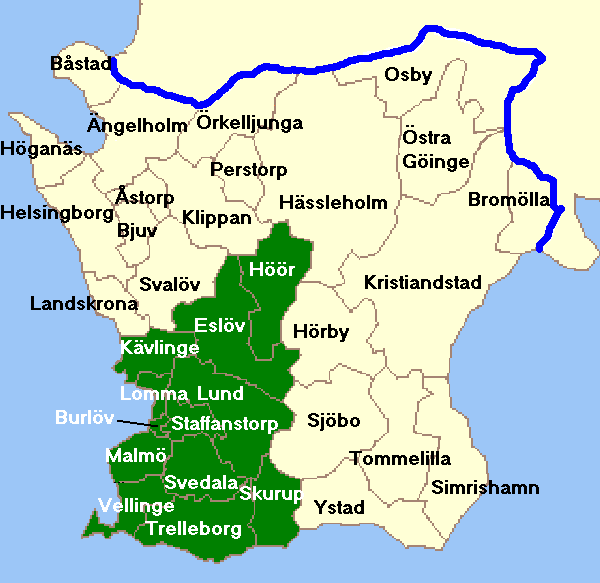
Skånekarta, med Stormalmö (sedan 2005), markerat i grönt.

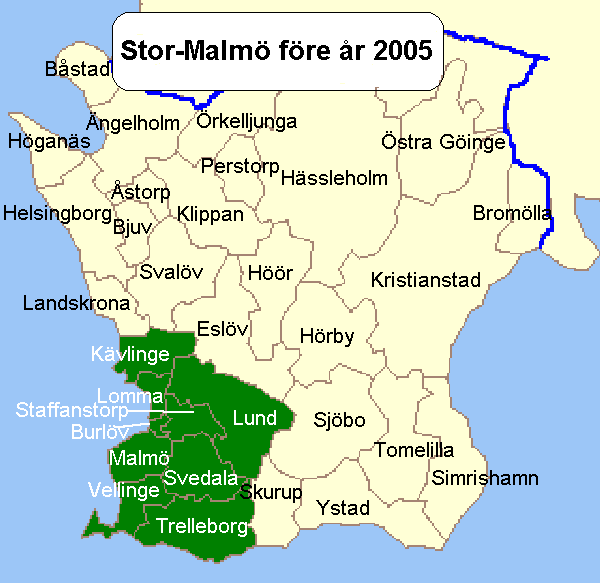
Äldre indelning av Stormalmö, före 2005, markerat i grönt.

Stormalmö eller Stor-Malmö är ett av tre av SCB definierade storstadsområden i Sverige och det minsta av dessa. Det är även det näst största storstadsområdet i Öresundsregionen, efter Köpenhamnsområdet. Enligt SCB:s definition omfattar regionen tolv kommuner: Jämte Malmö kommun även Lunds, Trelleborgs, Burlövs, Kävlinge, Lomma, Staffanstorps, Svedala, Vellinge, Eslövs, Höörs och Skurups kommuner. Av dessa tillkom Eslövs, Höörs och Skurups kommuner år 2005.

## Kommunikationer
Från Malmö och Lund går tåg och bussar till bland annat Köpenhamn, Karlskrona, Kalmar, Helsingborg, Göteborg och Stockholm. Malmö har nattågsförbindelse med Berlin via Trelleborg–Sassnitz samt Öresundsbron.
Det regionala tågresandet är omfattande, och här återspeglas det faktum att regionen har två viktiga inpendlingsorter, med Malmö som dominerande pendlingsort och Lund som tvåa. Arbetspendlingen till Köpenhamn och andra orter[källa behövs] på östra Själland är omfattande.
Tågresandet i regionen har under 2000-talets första hälft ökat kraftigt, och flera orter, till exempel Trelleborg – i december 2015, har fått lokaltågstrafik. Citytunneln under centrala Malmö togs i drift i december 2010, med två nya stationer i Malmö, ökad spårkapacitet samt kortare restider till och från delar av Malmö och till och från Danmark via Öresundsbron.
Inom Stormalmö, i Svedala kommun, ligger Malmö Airport (Sturup). Kastrups flygplats på Amager utanför Köpenhamn kan nås med tåg från Hyllie station på omkring 12 minuter och från Malmö centralstation på omkring 21 minuter.

## Befolkningsutveckling
| Befolkningsutvecklingen i Stor-Malmö                 | Befolkningsutvecklingen i Stor-Malmö | Befolkningsutvecklingen i Stor-Malmö | Befolkningsutvecklingen i Stor-Malmö | Befolkningsutvecklingen i Stor-Malmö |
| ---------------------------------------------------- | ------------------------------------ | ------------------------------------ | ------------------------------------ | ------------------------------------ |
|                                                      |                                      |                                      |                                      |                                      |
| År                                                   |                                      |                                      | Invånare                             |                                      |
| 1810                                                 | 1810                                 |                                      | 86 616                               | 86 616                               |
| 1900                                                 | 1900                                 |                                      | 238 017                              | 238 017                              |
| 1940                                                 | 1940                                 |                                      | 332 662                              | 332 662                              |
| 1950                                                 | 1950                                 |                                      | 372 754                              | 372 754                              |
| 1970                                                 | 1970                                 |                                      | 488 178                              | 488 178                              |
| 1980                                                 | 1980                                 |                                      | 503 651                              | 503 651                              |
| 1990                                                 | 1990                                 |                                      | 529 315                              | 529 315                              |
| 2000                                                 | 2000                                 |                                      | 579 034                              | 579 034                              |
| 2010                                                 | 2010                                 |                                      | 656 355                              | 656 355                              |
| 2020                                                 | 2020                                 |                                      | 748 433                              | 748 433                              |
| 2025                                                 | 2025                                 |                                      | 780 901                              | 780 901                              |
| Källa: SCB - Folkmängd efter region och tid, DB UMU. |                                      |                                      |                                      |                                      |

- Alla mätningar är från 31 december respektive år. Den senaste uppgiften avser 31 mars 2025.[2]

## Kommuner efter folkmängd
|    | Kommun       | Area km² | Folkmängd | % av storstadsområdet |
| -- | ------------ | -------- | --------- | --------------------- |
| 1  | Malmö        | 156      | 366 202   | 46,89                 |
| 2  | Lund         | 430      | 131 724   | 16,87                 |
| 3  | Trelleborg   | 342      | 47 265    | 6,05                  |
| 4  | Vellinge     | 143      | 37 803    | 4,84                  |
| 5  | Eslöv        | 422      | 34 885    | 4,47                  |
| 6  | Kävlinge     | 154      | 32 503    | 4,16                  |
| 7  | Staffanstorp | 108      | 27 348    | 3,50                  |
| 8  | Lomma        | 56       | 24 715    | 3,16                  |
| 9  | Svedala      | 219      | 23 611    | 3,02                  |
| 10 | Burlöv       | 19       | 20 263    | 2,59                  |
| 11 | Höör         | 293      | 17 495    | 2,24                  |
| 12 | Skurup       | 195      | 17 087    | 2,19                  |

Datum: 31 mars 2025
| Totalt              | Area km² | Folkmängd |
| ------------------- | -------- | --------- |
| Stor-Malmö          | 2 520,85 | 780 901   |
| Resten av Skåne län | 8 506,15 | 648 219   |

Källa: SCB

## Tätorter efter folkmängd
De 20 största tätorterna i Stormalmö. Befolkningssiffrorna gäller för år 
2015
. Tätorter i fet stil är före detta städer. 
|    | Tätort                   | Kommun(er)    | Folkmängd | Area      |
| -- | ------------------------ | ------------- | --------- | --------- |
| 1  | Malmö                    | Malmö, Burlöv | 301 706   | 77,06 km² |
| 2  | Lund                     | Lund          | 87 244    | 26,30 km² |
| 3  | Trelleborg               | Trelleborg    | 29 316    | 15,50 km² |
| 4  | Eslöv                    | Eslöv         | 18 592    | 9,47 km²  |
| 5  | Staffanstorp             | Staffanstorp  | 15 373    | 8,38 km²  |
| 6  | Höllviken och Ljunghusen | Vellinge      | 14 889    | 13,01 km² |
| 7  | Bunkeflostrand           | Malmö         | 13 048    | 4,76 km²  |
| 8  | Oxie                     | Malmö         | 12 665    | 5,53 km²  |
| 9  | Lomma                    | Lomma         | 12 368    | 5,94 km²  |
| 10 | Höör                     | Höör          | 12 152    | 16,29 km² |
| 11 | Svedala och Sjödiken     | Svedala       | 11 796    | 7,53 km²  |
| 12 | Bjärred                  | Lomma         | 9 844     | 5,07 km²  |
| 13 | Kävlinge                 | Kävlinge      | 9 320     | 4,86 km²  |
| 14 | Skurup                   | Skurup        | 8 040     | 5,78 km²  |
| 15 | Skanör med Falsterbo     | Vellinge      | 7 077     | 5,79 km²  |
| 16 | Vellinge                 | Vellinge      | 6 496     | 3,27 km²  |
| 17 | Löddeköpinge             | Kävlinge      | 6 481     | 3,96 km²  |
| 18 | Södra Sandby             | Lund          | 6 306     | 4,35 km²  |
| 19 | Dalby                    | Lund          | 6 302     | 4,12 km²  |
| 20 | Åkarp                    | Burlöv        | 5 959     | 2,58 km²  |

## Fotnoter
1. ↑  SCB: Sveriges storstadsområden Arkiverad 15 maj 2011 hämtat från the Wayback Machine. SCB:s definition.
2. 1 2  ”Folkmängd och befolkningsförändringar - Kvartal 1, 2025”. Statistiska centralbyrån. 13 maj 2025. https://www.scb.se/hitta-statistik/statistik-efter-amne/befolkning-och-levnadsforhallanden/befolkningens-sammansattning-och-utveckling/befolkningsstatistik/pong/tabell-och-diagram/folkmangd-och-befolkningsforandringar---manad-kvartal-och-halvar/folkmangd-och-befolkningsforandringar---kvartal-1-2025/. Läst 14 maj 2025.
3. ↑  ”Land- och vattenareal per den 1 januari efter region och arealtyp. År 2012 - 2015” (Excel). Statistiska centralbyrån. http://www.scb.se/sv_/Hitta-statistik/Statistikdatabasen/Variabelvaljare/?px_tableid=ssd_extern%3aAreal2012&rxid=87a2177f-7ffc-49c9-b4f1-227fd7230618. Läst 5 juli 2015.
4. ↑  ”Folkmängd och befolkningsförändringar - Kvartal 1, 2025”. Statistiska centralbyrån. 13 maj 2025. https://www.scb.se/hitta-statistik/statistik-efter-amne/befolkning-och-levnadsforhallanden/befolkningens-sammansattning-och-utveckling/befolkningsstatistik/pong/tabell-och-diagram/folkmangd-och-befolkningsforandringar---manad-kvartal-och-halvar/folkmangd-och-befolkningsforandringar---kvartal-1-2025/. Läst 14 maj 2025.
5. ↑  ”Landareal per tätort, folkmängd och invånare per kvadratkilometer. Vart femte år 1960 - 2016”. Statistiska centralbyrån. http://www.statistikdatabasen.scb.se/pxweb/sv/ssd/START__MI__MI0810__MI0810A/LandarealTatort/?rxid=ff9309f9-7ecb-480f-a73c-08d86b3e56f8. Läst 18 maj 2017.